# Arin Ilejay
Richard Arin Ilejay (ur. 17 lutego 1988) – amerykański muzyk. Były muzyk amerykańskiego zespołu heavymetalowego Avenged Sevenfold, którego oficjalnym członkiem został na początku 2013 roku po byciu sesyjnym i koncertowym muzykiem formacji od 2011 roku. Ponadto jest jednym z założycieli metalcorowego zespołu Confide.
Muzyk jest endorserem instrumentów firm DW Drums, Evans i Zildjian.

## Życiorys
Richard Arin Ilejay urodził się w mieście Ventura w Kalifornii. Jego ojcem jest Ric Ilejay o amerykańskich, filipińskich i meksykańskich korzeniach, a jego matką jest Charlotte Tuttle o amerykańskich, holenderskich i niemieckich korzeniach. Obydwoje rodzice Arina zajmują się muzyką - ojciec jest profesjonalnym gitarzystą, a matka śpiewa w chórze gospel. Arin zaczął grać na perkusji w wieku 9 lat. 

## Avenged Sevenfold
Arin zajął miejsce Mike'a Portnoya z Dream Theater, który zastąpił zmarłego w 2009 roku perkusistę Avenged Sevenfold, The Reva. Ilejay wziął udział w tworzeniu dwóch singli A7X: "Not Ready to Die" z Call of Duty: Black Ops zombie map "Call of the Dead", oraz Carry On z sequela gry Call of Duty: Black Ops II. 9 sierpnia 2013 Arin zagrał swój pierwszy koncert jako oficjalny członek Avenged Sevenfold. Zagrał on również sesyjnie na nowej szóstej płycie zespołu Hail to the King. 23 lipca 2015 roku A7X i Arin zakończyli współpracę z powodu "różnic kreatywnych".

## Dyskografia
Z Confide
- Shout the Truth (2008)
- Shout the Truth (reedycja) (2009)

Z Avenged Sevenfold
- Not Ready to Die (singiel z Call of Duty: Black Ops) (2011)
- Carry On (singiel z Call of Duty: Black Ops II) (2012)
- Hail to the King (2013)

## Nagrody i wyróżnienia
| Rok  | Kategoria    | Tytułem     | Nagroda                     | Nota | Źródło |
| ---- | ------------ | ----------- | --------------------------- | ---- | ------ |
| 2014 | Best Drummer | Arin Ilejay | Revolver Golden Gods Awards | Laur | [ 4 ]  |